# Lackendorf
Lackendorf (ungarisch Lakfalva, kroatisch Lakindrof) ist eine Gemeinde mit 601 Einwohnern (Stand 1. Jänner 2024) im Burgenland im Bezirk Oberpullendorf  in Österreich.

## Geografie
Die Gemeinde liegt im Mittelburgenland; sie ist kongruent mit der gleichnamigen Katastralgemeinde und ist darin die einzige Ortschaft (Dorf).
Nachbargemeinden:
|                 |                                             | Ritzing     |
| Lackenbach      | Kompassrose, die auf Nachbargemeinden zeigt | Neckenmarkt |
| Unterfrauenhaid | Raiding                                     | Horitschon  |

## Geschichte
Vor Christi Geburt war das Gebiet Teil des keltischen Königreiches Noricum und gehörte zur Umgebung der keltischen Höhensiedlung Burg auf dem Schwarzenbacher Burgberg.
Später unter den Römern lag das heutige Lackendorf dann in der Provinz Pannonia.
Die erste urkundliche Nennung des Ortes erfolgte im Jahr 1222 als major Louku. König Andreas II. tauschte es damals samt Weppersdorf vom Grafen Nikolaus Szàk gegen andere Besitzungen ein und verlieh es Graf Pousa (Sohn des Botus) für seine treuen Dienste in Griechenland. 1229 urk. Nennung „maior Lok“, 1482 Lakendorff, 1499 Lägkendorff, 1531 Lägkndorf und 1553 Lackendorf. Nahe der Ortschaft nimmt man einen kleinen See an, der nur bei großen Regenfällen bestanden haben dürfte, ansonsten aber nur eine große Lacke war.
Bis zum 15. Jahrhundert erfolgte unter dem Grafengeschlecht der Athinai eine rasche Entwicklung der Ansiedlung. 1425 überließ Sigismund Athinai seine zu Landsee gehörigen 14 Besitzungen, darunter Lackendorf, dem Palatin Nikolaus (Miklós) Garai und seiner Frau. 1482 bekam Ulrich von Grafenegg die Herrschaft Landsee von König Matthias verliehen, sein Sohn verkaufte die Herrschaft 1506 dem Freiherrn Sigismund von Weißpriach. Dessen Sohn, Hans von Weißpriach, bis 1548 Inhaber der Herrschaft, siedelte nach den Verwüstungen durch den Türkensturm 1532 in den Dörfern Lackendorf, Lackenbach, Horitschon, St. Martin und Unterfrauenhaid Kroaten an.

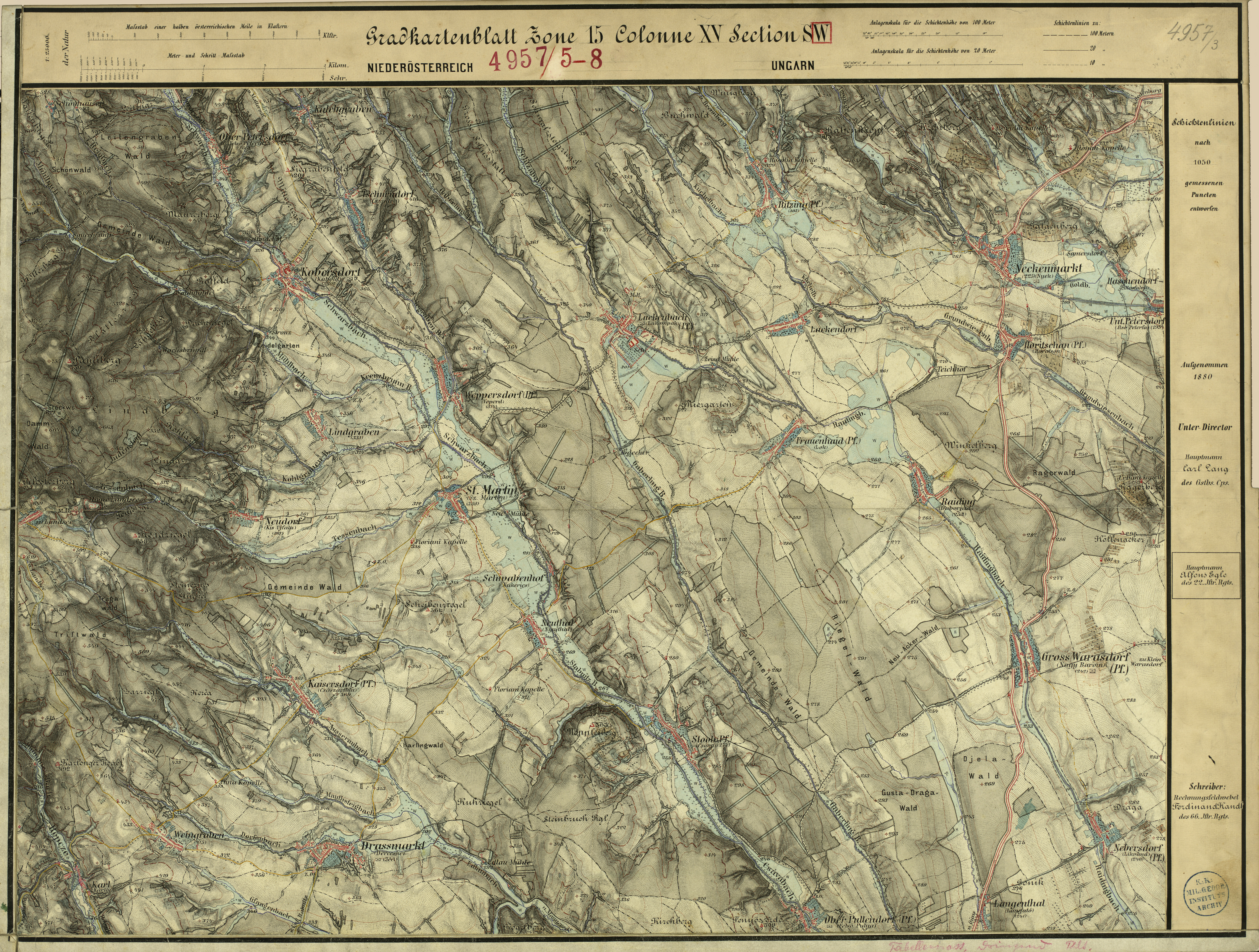
Lackendorf (Mitte rechts oben) um 1880 (Aufnahmeblatt der Landesaufnahme)

Die Besiedlung war um die Mitte des 16. Jahrhunderts abgeschlossen. Nach dem Tod des Hans von Weißpriach kam es zu einem raschen Wechsel der Besitzer: 1548–1553 Erasmus, Christoph und Andreas Teuffl, 1553–1561 Nikolaus Oláh (Miklós Oláh), Erzbischof von Gran und als solcher Fürstprimas von Ungarn, 1561–1612 Nikolaus Császár und Tochter Ursula, die 1580 den protestantischen Franz Graf Dersffy heiratete. Deren Tochter ehelichte 1612 Nikolaus Esterházy de Galantha, was die Herrschaft zum Esterházyschen Besitz machte.
Laut Urbar 1640 hatte Lackendorf 69 Lehensherren, von denen 13 Hofstätter waren und die fast ausschließlich kroatische Namen hatten. Anfang des 18. Jahrhunderts wurde der Esterházysche Großbesitz verwaltungsmäßig in Präfektorate neu eingeteilt, Lackendorf gehörte fortan zum Präfektorat Frauenkirchen.
1848 brachte den Bauern Standesfreiheit und neuen Aufschwung. Als eine der letzten Frondienstleistungen wurde der neue 2 km lange und 2 m tiefe Graben westlich des Ortes geschaffen.
Der Ort gehörte wie das gesamte Burgenland bis 1920/21 zu Ungarn (Deutsch-Westungarn). Seit 1898 musste aufgrund der Magyarisierungspolitik der Regierung in Budapest der ungarische Ortsname Lakfalva verwendet werden.
Nach Ende des Ersten Weltkriegs wurde nach zähen Verhandlungen Deutsch-Westungarn in den Verträgen von St. Germain und Trianon 1919 Österreich zugesprochen. Der Ort gehört seit 1921 zum neu gegründeten Bundesland Burgenland (siehe auch Geschichte des Burgenlandes).

### Gemeindezusammenlegung
Mit 1. Jänner 1971 wurde Lackendorf im Rahmen des „Gemeindestrukturverbesserungsgesetzes“ durch einen Beschluss der Burgenländischen Landesregierung mit Raiding und Unterfrauenhaid zur neuen „Gemeinde Raiding-Unterfrauenhaid“ vereinigt. Diese von der Bevölkerung als Zwang empfundene Zusammenlegung – der überwiegende Teil der Wahlberechtigten wünschte sich eine Vereinigung mit Lackenbach – wurde nie wirklich akzeptiert. Die Einwohner von Lackendorf fühlten sich, nicht zuletzt wegen des Untergangs ihres Gemeindenamens, innerhalb der Großverbandes stets benachteiligt.
Vonseiten der Landesregierung wurde es als Zeichen der Ernsthaftigkeit gewertet, mit welcher die Großgemeinde die Gleichberechtigung aller Ortsteile wahrte, als der Gemeinderat von Raiding-Unterfrauenhaid im Mai 1977 beschloss, die Aufbahrungshallen (Leichenhallen) in allen drei Ortsteilen zu gleicher Zeit in Angriff zu nehmen und gemeinsam fertigzustellen – und diese am 29. Oktober 1978, in drei konsekutiven Festakten, ihrer Bestimmung zu übergeben.
Auf Grund der anhaltenden Widerstände und da sich Anfang 1988 noch immer mehr als 90 % der Lackendorfer Ortsbevölkerung für eine Gemeindetrennung ausgesprochen hatten, wurde vom Gemeinderat Raiding-Unterfrauenhaid am 23. September 1988 ein einstimmiger Beschluss auf Trennung aller drei Ortsteile gefasst und, nach Klärung der Frage der Vermögensauseinanderlegung, am 27. April 1989 beim Amt der Landesregierung der Antrag auf Trennung eingereicht. Die Großgemeinde wurde in der Folge per Verordnung vom 6. September 1989 mit 1. Jänner 1990 wieder aufgelöst, womit Lackendorf – wie auch Raiding sowie Unterfrauenhaid – wieder eine den Grenzen der Katastralgemeinde folgende selbständige Gemeinde wurde.

### Bevölkerungsentwicklung
1869 hatte das Dorf 604 Einwohner. Diese Zahl stagnierte trotz hoher Geburtenzahlen bis 1910, da viele Menschen aus- bzw. abwanderten, vor allem nach Wien und in die Industriegebiete Niederösterreichs. 1923 wurde die höchste Einwohnerzahl mit 727 Personen erreicht und sank bis 1939 wieder auf 611. In der Nachkriegszeit sank die Einwohnerzahl trotz der positiven wirtschaftlichen Entwicklung weiterhin kontinuierlich, wenn auch nur leicht. Erst nach 2011 war eine leichte Trendwende erkennbar. 2020 hatte Lackendorf 593 Einwohner.
Auch die sprachlich-ethnische Situation hat sich im Laufe des 20. Jahrhunderts stark geändert: 1880 gaben noch 339 (oder 68,0 %) der Einwohner Kroatisch und nur 230 Deutsch als Muttersprache an. Der Anteil der kroatischsprachigen Bevölkerung ging ab Beginn des 20. Jahrhunderts von Jahrzehnt zu Jahrzehnt stark zurück: 1900: 48,9 %, 1910: 32,0 %, 1920: 14 %. 1923: 1,3 %; gänzlich verschwunden dürfte das Kroatische in den 80er Jahren des 20. Jahrhunderts sein.

## Kultur und Sehenswürdigkeiten

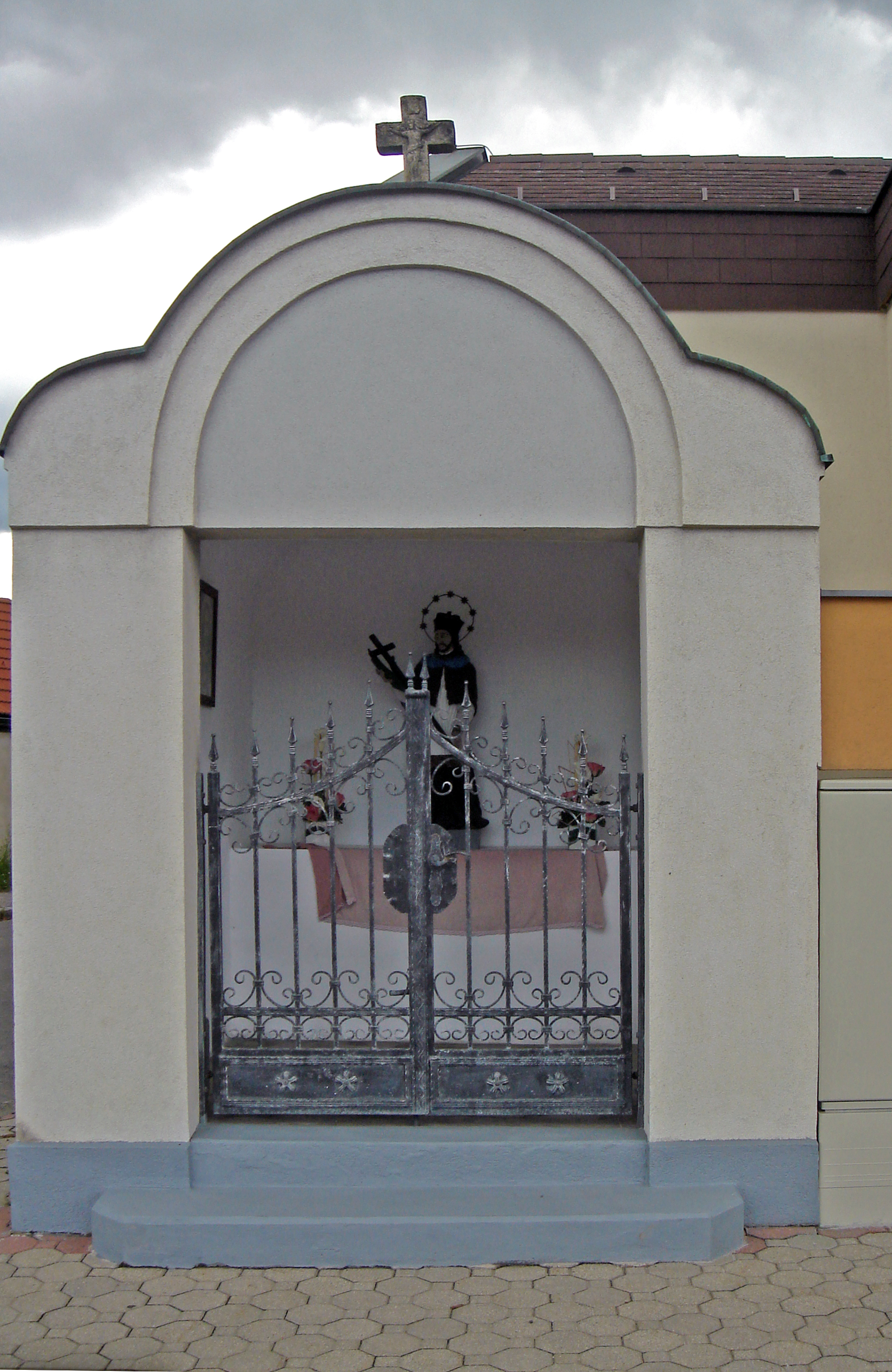
Krainatzkapelle (Johannes-Nepomuk-Kapelle), 2009 restauriert; bei Hauptstraße 20

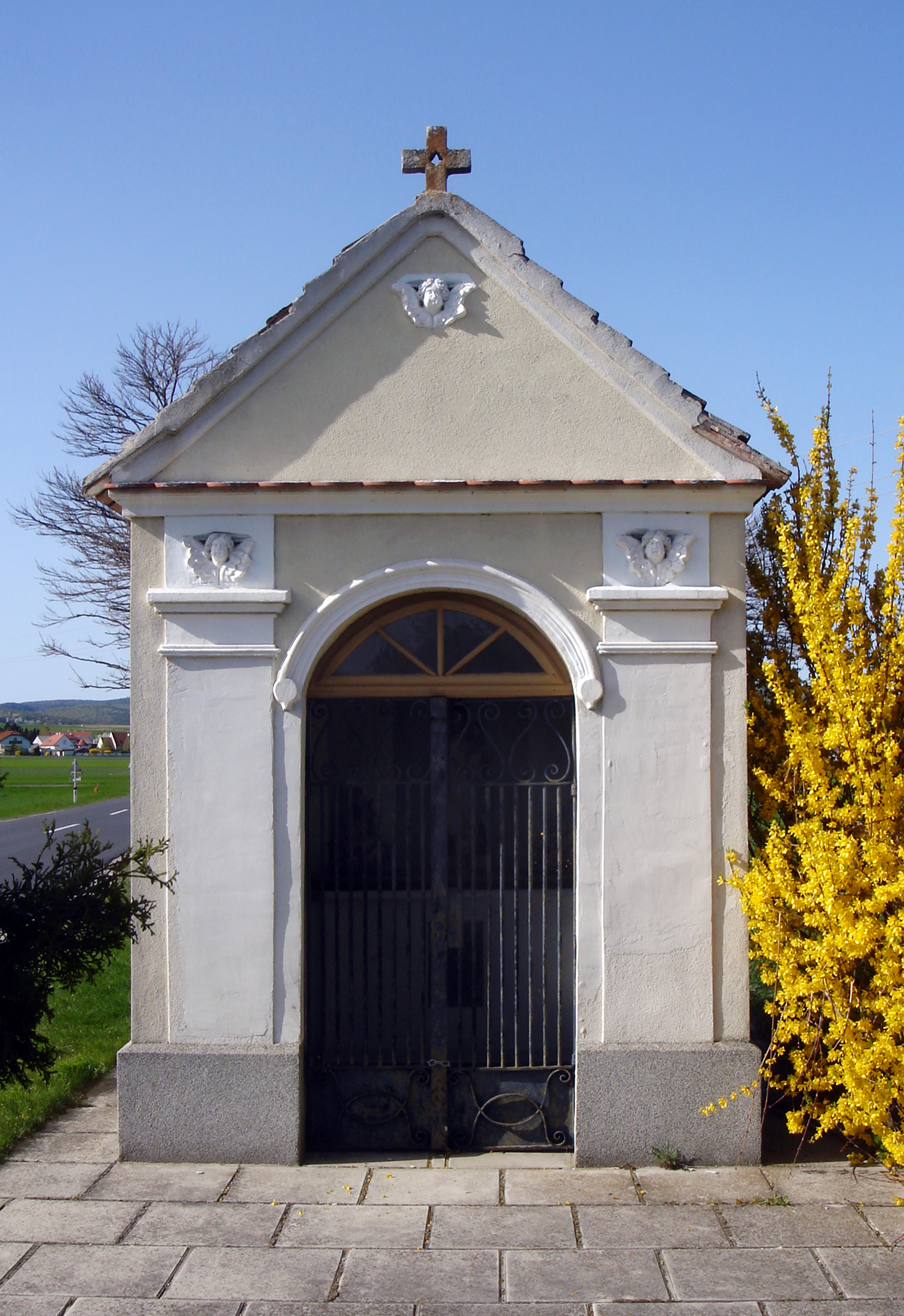
Marienkapelle (Schmeller-Kitt: Nikolauskapelle), erbaut 1693. (Auch: Nikloskapelle, 1883 von der Familie Franz und Maria Niklos errichtet.)

- Filialkirche St. Rochus:
Ursprünglich 1663 aus Mitteln der Gläubigen neu errichtet (ohne Turm und Friedhof) und am 19.  Februar 1673 durch Bischof Georg (György) Pongràcz eingeweiht. Zu jener Zeit hingen zwei Glocken in einem hölzernen Campanile neben der Kirche. 1886  wurde der westliche Turm mit dem Westgiebel an die Kirche angestellt und das alte Westportal nach außen versetzt. — Restaurierungen fanden in den Jahren 1887, 1943 sowie 1986 statt.[13]
- Krainatzkapelle (Johannes-Nepomuk-Kapelle)
- Marienkapelle (Nikloskapelle)[Anm. 3]
- Gemäß der Leitziele des Dorferneuerungskonzeptes vom März 2001 wurde im September 2009 die Umgestaltung des Platzes vor dem Gemeindeamt sowie des dem Amtshaus vorgelagerten Teils des Dorfangers beschlossen. Dies bedingte die Verlegung des Kriegerdenkmals vom Heldenplatz auf dem Dorfanger zum Vorplatz bei der Leichenhalle sowie den Neubau von Urnennischen.[14]

## Wirtschaft und Infrastruktur

### Wirtschaftssektoren
Von den 21 Landwirtschaftsbetrieben des Jahres 2010 waren 12 Haupterwerbsbetriebe.
| Wirtschaftssektor            | Anzahl Betriebe | Anzahl Betriebe | Erwerbstätige 2) | Erwerbstätige 2) |
| Wirtschaftssektor            | 2011            | 2001            | 2011             | 2001             |
| ---------------------------- | --------------- | --------------- | ---------------- | ---------------- |
| Land- und Forstwirtschaft 1) | 21              | 30              | 18               | 25               |
| Produktion                   | 5               | 6               | 26               | 35               |
| Dienstleistung               | 21              | 12              | 71               | 38               |

1) Betriebe mit Fläche in den Jahren 2010 und 1999, 2) Erwerbstätige am Arbeitsort

### Arbeitsmarkt, Pendeln
Im Jahr 2011 lebten 291 Erwerbstätige in Lackendorf. Von diesen arbeiteten 49 im Ort, 242 arbeiteten außerhalb der Gemeinde. Von der Umgebung pendelten 66 Personen zur Arbeit nach Lackendorf.

### Bildung
- Die Caritas Burgenland betreibt eine Kinderkrippe und den Kindergarten in Lackendorf.[19]
- In der Gemeinde Lackendorf befindet sich eine Volksschule.[20]

### Infrastruktur
- Straße: Durch das Gemeindegebiet verläuft im Süden die Deutschkreutzer Straße B62. Über diese erreicht man im Osten das rund zwanzig Kilometer entfernte Sopron oder die sechs Kilometer entfernte Burgenland Schnellstraße im Westen.[21]

## Politik

### Gemeinderat

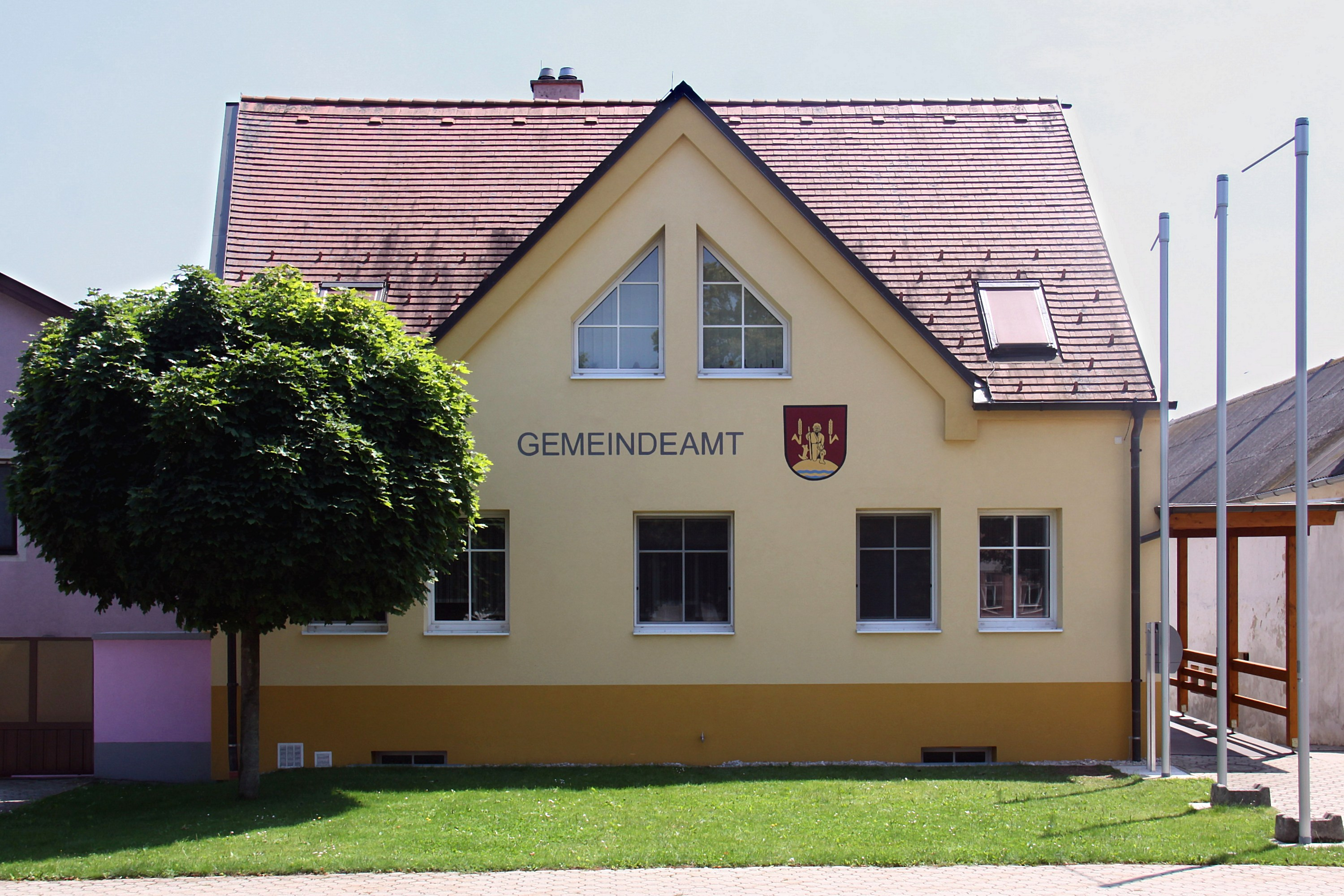
Gemeindeamt Lackendorf

Der Gemeinderat umfasst aufgrund der Anzahl der Wahlberechtigten insgesamt 13 Mitglieder.
| Partei          | 2022             | 2022             | 2022             | 2017             | 2017             | 2017             | 2012             | 2012             | 2012             | 2007             | 2007             | 2007             | 2002    | 2002    | 2002    | 1997    | 1997    | 1997    |
| Partei          | Sti.             | %                | M.               | Sti.             | %                | M.               | Sti.             | %                | M.               | Sti.             | %                | M.               | Sti.    | %       | M.      | Sti.    | %       | M.      |
| --------------- | ---------------- | ---------------- | ---------------- | ---------------- | ---------------- | ---------------- | ---------------- | ---------------- | ---------------- | ---------------- | ---------------- | ---------------- | ------- | ------- | ------- | ------- | ------- | ------- |
| SPÖ             | 239              | 58,87            | 8                | 224              | 53,21            | 7                | 270              | 59,60            | 8                | 266              | 57,70            | 8                | 292     | 64,60   | 9       | 223     | 52,72   | 7       |
| ÖVP             | 167              | 41,13            | 5                | 197              | 46,79            | 6                | 183              | 40,40            | 5                | 195              | 42,30            | 5                | 144     | 31,86   | 4       | 149     | 35,22   | 5       |
| FPÖ             | nicht kandidiert | nicht kandidiert | nicht kandidiert | nicht kandidiert | nicht kandidiert | nicht kandidiert | nicht kandidiert | nicht kandidiert | nicht kandidiert | nicht kandidiert | nicht kandidiert | nicht kandidiert | 16      | 3,54    | 0       | 51      | 12,06   | 1       |
| Wahlberechtigte | 556              | 556              | 556              | 558              | 558              | 558              | 570              | 570              | 570              | 562              | 562              | 562              | 544     | 544     | 544     | 506     | 506     | 506     |
| Wahlbeteiligung | 79,14 %          | 79,14 %          | 79,14 %          | 83,33 %          | 83,33 %          | 83,33 %          | 86,32 %          | 86,32 %          | 86,32 %          | 88,43 %          | 88,43 %          | 88,43 %          | 91,18 % | 91,18 % | 91,18 % | 89,72 % | 89,72 % | 89,72 % |

### Bürgermeister
Bürgermeister ist Werner Hofer (SPÖ), der 2012 die Nachfolge von Robert Sellmeister (SPÖ) antrat, der seit 1987 der Gemeinde vorstand. Bei der Bürgermeisterdirektwahl am 1. Oktober 2017 wurde Hofer mit 57,27 % in seinem Amt bestätigt. Er erreichte damit um 4,06 % mehr Stimmen als seine SPÖ. Sein Mitbewerber Andreas Bauer (ÖVP) erreichte 42,73 % der Stimmen. Bauer wurde in der konstituierenden Sitzung des Gemeinderats am 13. Oktober 2017 zum Vizebürgermeister gewählt.
Bei der Wahl 2022 wurde Werner Hofer mit 59,43 Prozent der Stimmen im Amt bestätigt.
Amtsleiter ist Otto Scheu.

### Wappen
In der Gemeinderatssitzung vom 31. März 2011 wurde ein Wappen für die Gemeinde Lackendorf beschlossen, am 17. Juni 2012 fand auf dem Kirchenberg die feierliche Übergabe des Wappens an die Gemeindevertreter statt.

## Sonstiges
Axel Corti drehte hier 1974 den Film Der Sohn eines Landarbeiters wird Bauarbeiter und baut sich ein Haus. In einer Szene wird auch der Name Lackendorf erwähnt.

## Bilderbogen

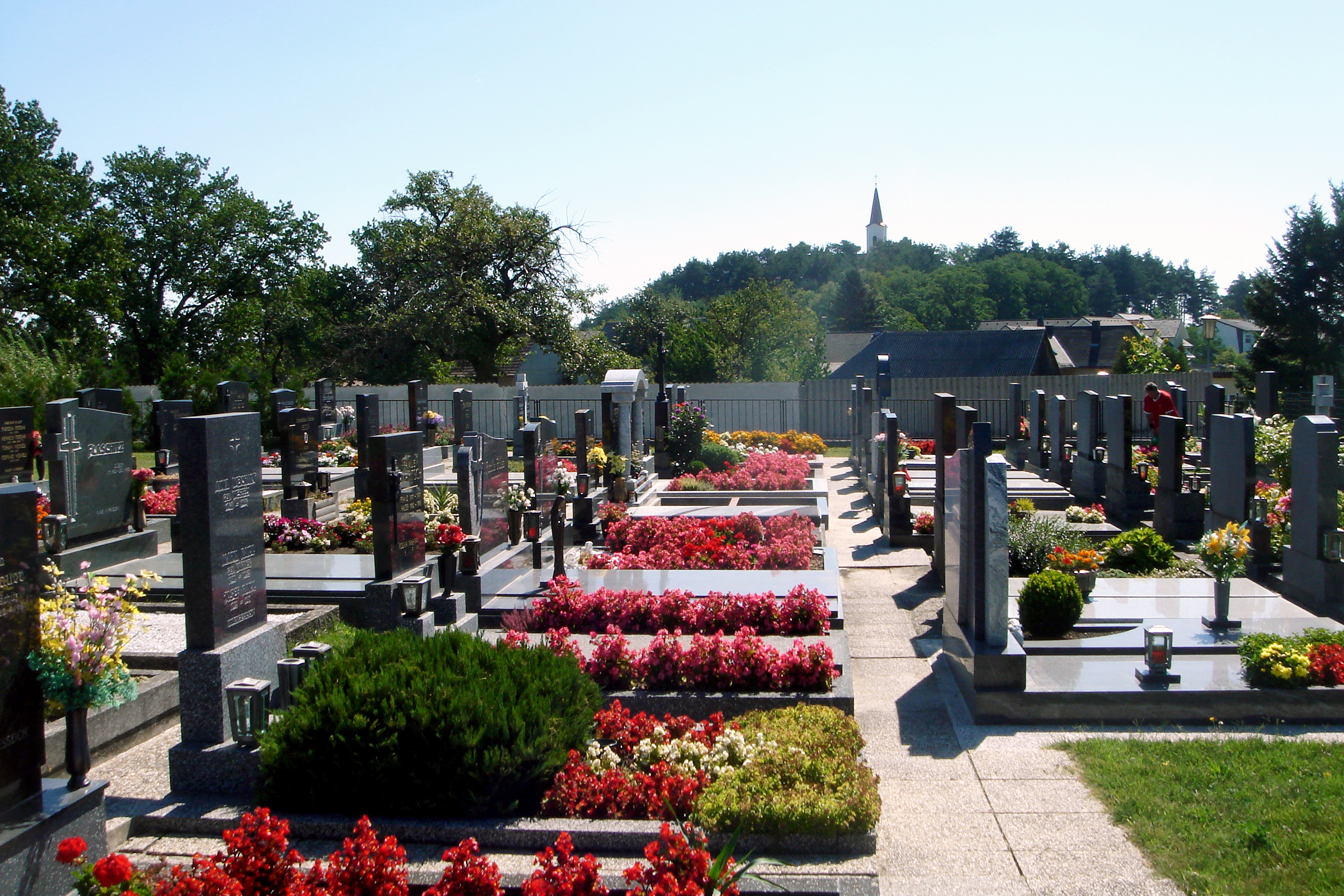
Blick vom Friedhof zur St.-Rochus-Filialkirche (August 2012)
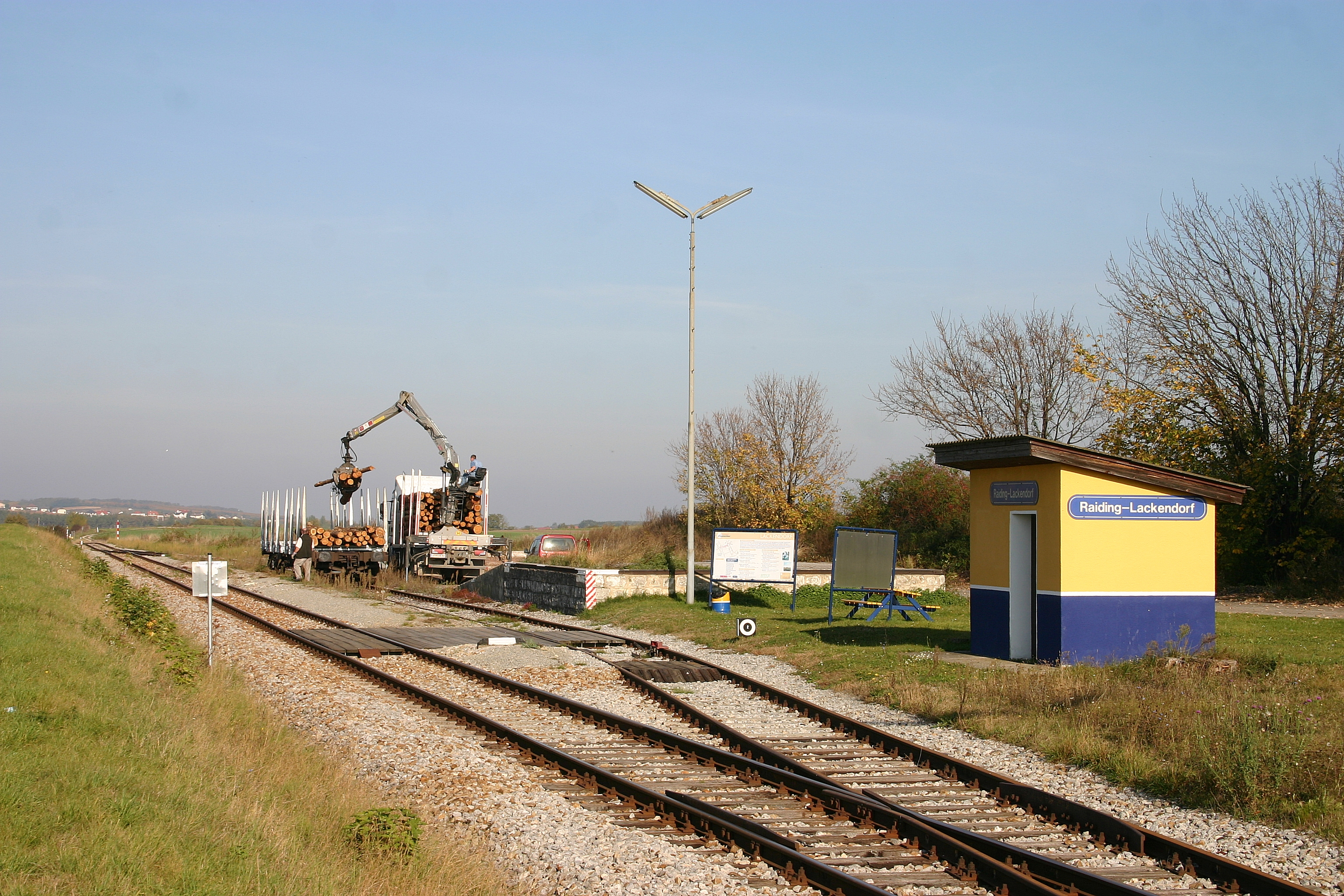
Ladestelle Raiding-Lackendorf der Burgenlandbahn
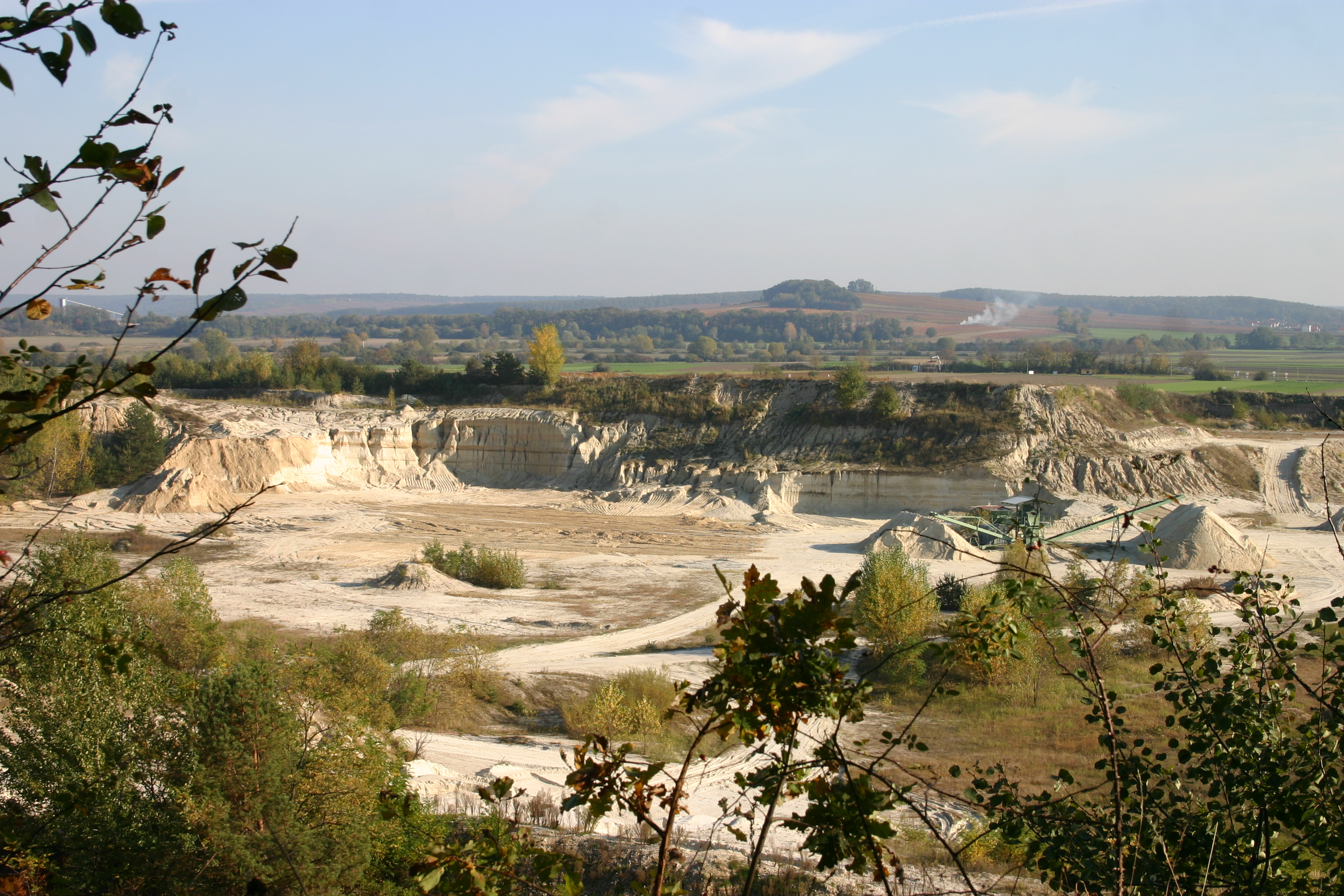
Quarzsandwerk
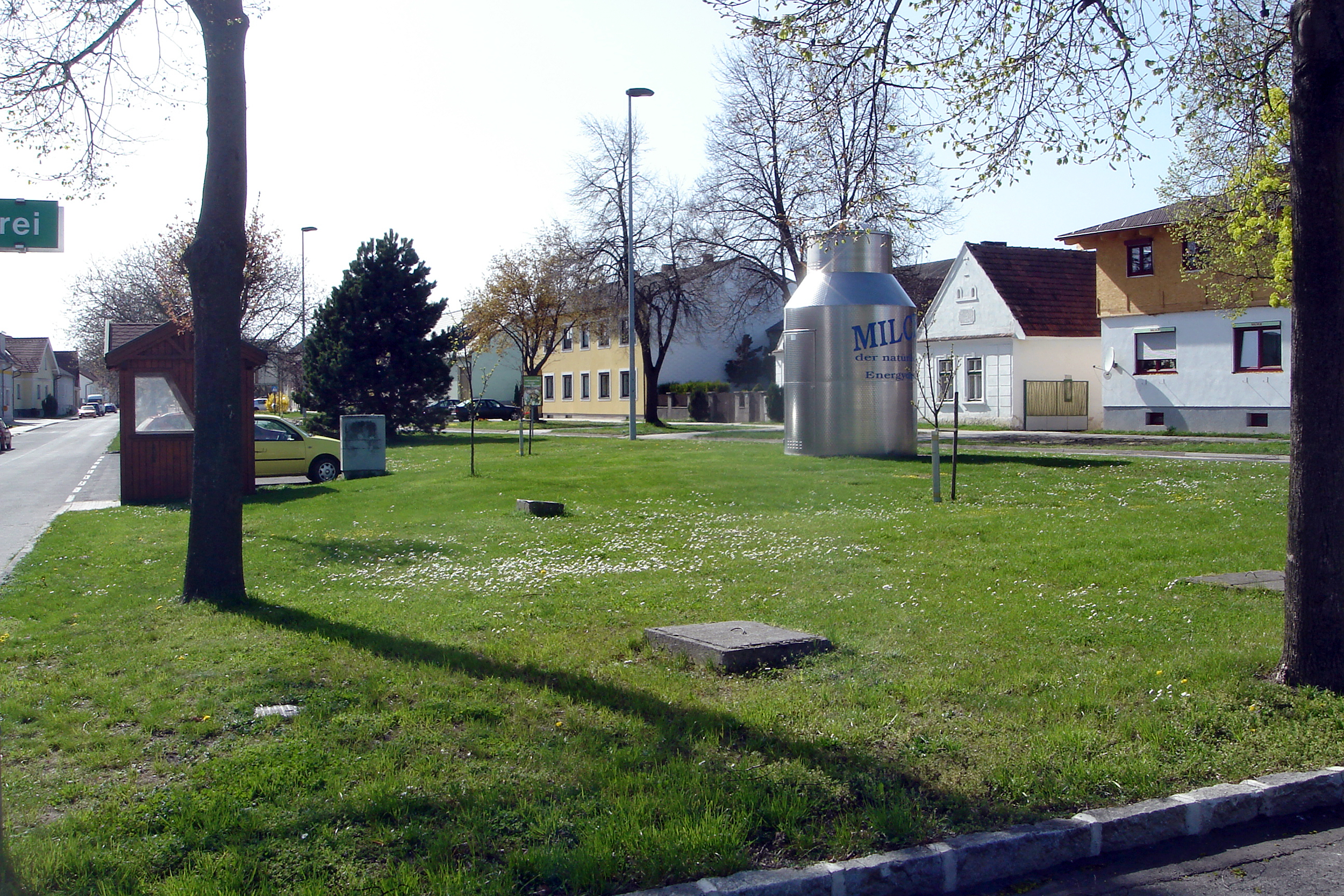
Hauptstraße (Bereich: Heldenplatz), überdimensionierte Milchkanne (aus 2001)[Anm. 4]